# Loki Dart

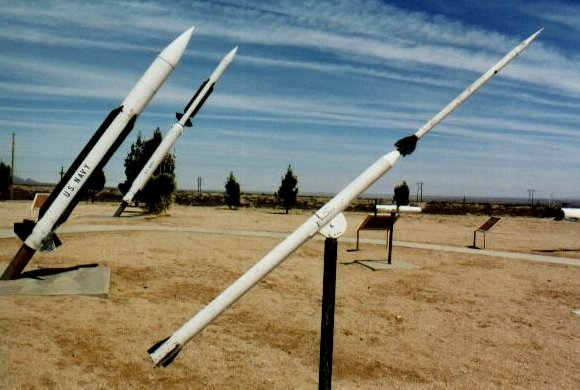
Loki Dart

Die Loki Dart ist eine amerikanische Höhenforschungsrakete. Sie hat eine Länge von 2,63 m und eine Dartlänge von 1,02 m. Der Durchmesser der Loki Dart beträgt 7,62 cm und der Dart besitzt einen Durchmesser von 3,49 cm. Die Flossenspannweite der Rakete beträgt 12,7 cm und die des Darts 8,6 cm. Das Gewicht der Startrakete beträgt 13 kg, die des Darts 3,2 kg. Die Gipfelhöhe beträgt 55 km und die Höchstgeschwindigkeit 6275 km/h.